# Euphorbia monostyla
Euphorbia monostyla là một loài thực vật có hoa trong họ Đại kích. Loài này được Prokh. mô tả khoa học đầu tiên năm 1949.